# Alfie Allen
Alfie Evan Allen, född 12 september 1986 i Hammersmith i London, är en brittisk skådespelare.
Allen är främst känd för att sedan 2011 spela rollen som Theon Greyjoy i TV-serien Game of Thrones.
Han är son till komikern och skådespelaren Keith Allen och filmproducenten Alison Owen samt yngre bror till sångerskan Lily Allen. Hennes låt Alfie från albumet Alright, Still handlar om Alfie Allen.

## Filmografi i urval
- 1998 – Elizabeth
- 2007 – Försoning
- 2008 – Den andra systern Boleyn
- 2010 – The Kid
- 2011–2019 – Game of Thrones (TV-serie)
- 2014 – Miljonsvindeln
- 2014 – John Wick
- 2019 – Jojo Rabbit
- 2019 – Harlots (TV-serie)